# たんせい4号
たんせい4号（たんせい4ごう）は東京大学宇宙航空研究所（後の宇宙科学研究所、現在の宇宙航空研究開発機構宇宙科学研究本部）が打ち上げた技術試験用人工衛星である。開発・製造は日本電気が担当した。開発名はMS-T4。

## 目的
当機は宇宙航空研究所の開発した全段固体ロケットであるM-3Sロケットの打ち上げ性能試験、及び後続の科学衛星で使われる様々な技術を試験する目的で開発された。主な試験項目は
- 太陽電池パドルの展開
- 磁気姿勢制御の自動化
- ホイールによる姿勢制御
- レーザー反射器による追尾
- レーダートランスポンダによる追尾
- MPDアークジェットによるスピンアップ
- 磁気バブルデータレコーダの試験
- ブラッグ結晶分光器の試験

である。磁気姿勢制御による太陽の自動追尾、ブラッグ結晶分光器が「ひのとり」に、ホイールによる姿勢制御が「てんま」やそれに続く衛星に採用されたのをはじめ、後の衛星にとって不可欠な技術の多くが当機で試験された。

## 運用
当機は1980年2月17日18:40 (JST) 、鹿児島宇宙空間観測所からM-3Sロケット1号機により打ち上げられ、近地点高度517km、遠地点高度672km、軌道傾斜角38.7°の略円軌道に投入された。
1983年5月13日、大気圏に突入し消滅した。